# Municipio de Gifford
El municipio de Gifford (en inglés: Gifford Township) es un municipio ubicado en el condado de Hot Spring en el estado estadounidense de Arkansas. En el año 2010 tenía una población de 1354 habitantes y una densidad poblacional de 29,59 personas por km².

## Geografía
El municipio de Gifford se encuentra ubicado en las coordenadas 34°22′53″N 92°42′59″O / 34.38139, -92.71639. Según la Oficina del Censo de los Estados Unidos, el municipio tiene una superficie total de 45.77 km², de la cual 45.72 km² corresponden a tierra firme y (0.11%) 0.05 km² es agua.

## Demografía
Según el censo de 2010, había 1354 personas residiendo en el municipio de Gifford. La densidad de población era de 29,59 hab./km². De los 1354 habitantes, el municipio de Gifford estaba compuesto por el 95.27% blancos, el 1.18% eran afroamericanos, el 0.66% eran amerindios, el 0.44% eran asiáticos, el 0.3% eran isleños del Pacífico, el 0.66% eran de otras razas y el 1.48% pertenecían a dos o más razas. Del total de la población el 1.85% eran hispanos o latinos de cualquier raza.